# Kapnoor, Gulbarga
Kapnoor là một làng thuộc tehsil Gulbarga, huyện Gulbarga, bang Karnataka, Ấn Độ.